# Macroplaza
La Macroplaza o Gran Plaza es la plaza principal de la ciudad de Monterrey en Nuevo León, México ubicada en el centro de la ciudad. Tiene un tamaño de 400,000 metros cuadrados, lo equivalente a 40 hectáreas. Es la plaza más grande de México y la 5.ª plaza más grande del mundo.[cita requerida]
En ella se encuentran comercios, centros de recreo y de paso, y áreas verdes junto con los antiguos monumentos y edificios coloniales que contrastan con las nuevas construcciones. El monumento más destacable es el Faro del Comercio, monumento de 70 metros de altura y que en la parte superior tiene un equipo de rayos láser que ilumina el cielo de la ciudad durante las noches.

## Historia contemporánea
La plaza fue construida a inicios de los años 1980 por iniciativa del entonces gobernador del estado de Nuevo León, Alfonso Martínez Domínguez. La construcción de la Macroplaza ocasionó la reubicación de 283 familias y 310 negocios y la demolición de numerosas construcciones de entre los cuales se encontraba el cine Elizondo.

## Instalaciones
La Macroplaza está dividida en dos secciones para su mejor conservación. La primera se encuentra a cargo del municipio de Monterrey y es la que ocupaba anteriormente la Plaza Zaragoza. Esta sección limita al sur con la avenida Constitución, lugar en donde se encuentran el nuevo Palacio Municipal de Monterrey y el Homenaje al Sol; al norte con la avenida Padre Mier, en la que se localiza la estación del metro General Zaragoza; al oriente con la avenida General Zuazua, en donde se localiza la Catedral Metropolitana de Monterrey, el Museo de Arte Contemporáneo (MARCO), y el Casino de Monterrey; y al poniente con la avenida General Ignacio Zaragoza, en la cual se localizan El Banco Mercantil, cuya construcción data del siglo pasado; el Hotel Monterrey, el Condominio Acero, el antiguo Palacio Municipal de Monterrey, ahora convertido en el Museo Metropolitano de Monterrey y el Círculo Mercantil Mutualista. 
La segunda sección se encuentra a cargo del gobierno del estado y comprende desde la Explanada de los Héroes hacia el sur hasta la calle Padre Mier. Limita al sur con la estación del metro General Zaragoza, al norte con la calle 5 de mayo y el Palacio de Gobierno, al oriente con la Avenida Dr. Coss, donde se localizan la Biblioteca Central del Estado, el Teatro de la Ciudad, el Museo de Historia Mexicana, el Museo del Noreste (MUNE) y el Paseo Santa Lucía, el cual conecta a la Macroplaza con el Parque Fundidora; al poniente con la calle General Ignacio Zaragoza, en la cual se localizan el Edificio Latino, el Palacio de Justicia, el Palacio Legislativo y el edificio sede del Infonavit.

## Aspectos controversiales
La Macroplaza es el principal espacio público de la ciudad de Monterrey. La zona de la Macroplaza corresponde a la parte más antigua de Monterrey. Este caso de transformación ejemplifica una operación urbana, donde se invirtió capital público y se pretendió crear un espacio abierto continuo que uniera el Ayuntamiento con el Palacio de Gobierno. Sin embargo, su calidad como proyecto urbano ha traído numerosas críticas. En primer lugar, la destrucción de patrimonio histórico construido. En la década de su construcción se argumentó el degrado físico y social del entorno. Es un hecho que numerosas ciudades mexicanas pasaban por esta misma situación, con cascos históricos en situaciones de precariedad. Sin embargo, las intervenciones, por lo general, eran más modestas y siempre priorizando el tejido histórico.

## Puntos de interés
- Barrio Antiguo

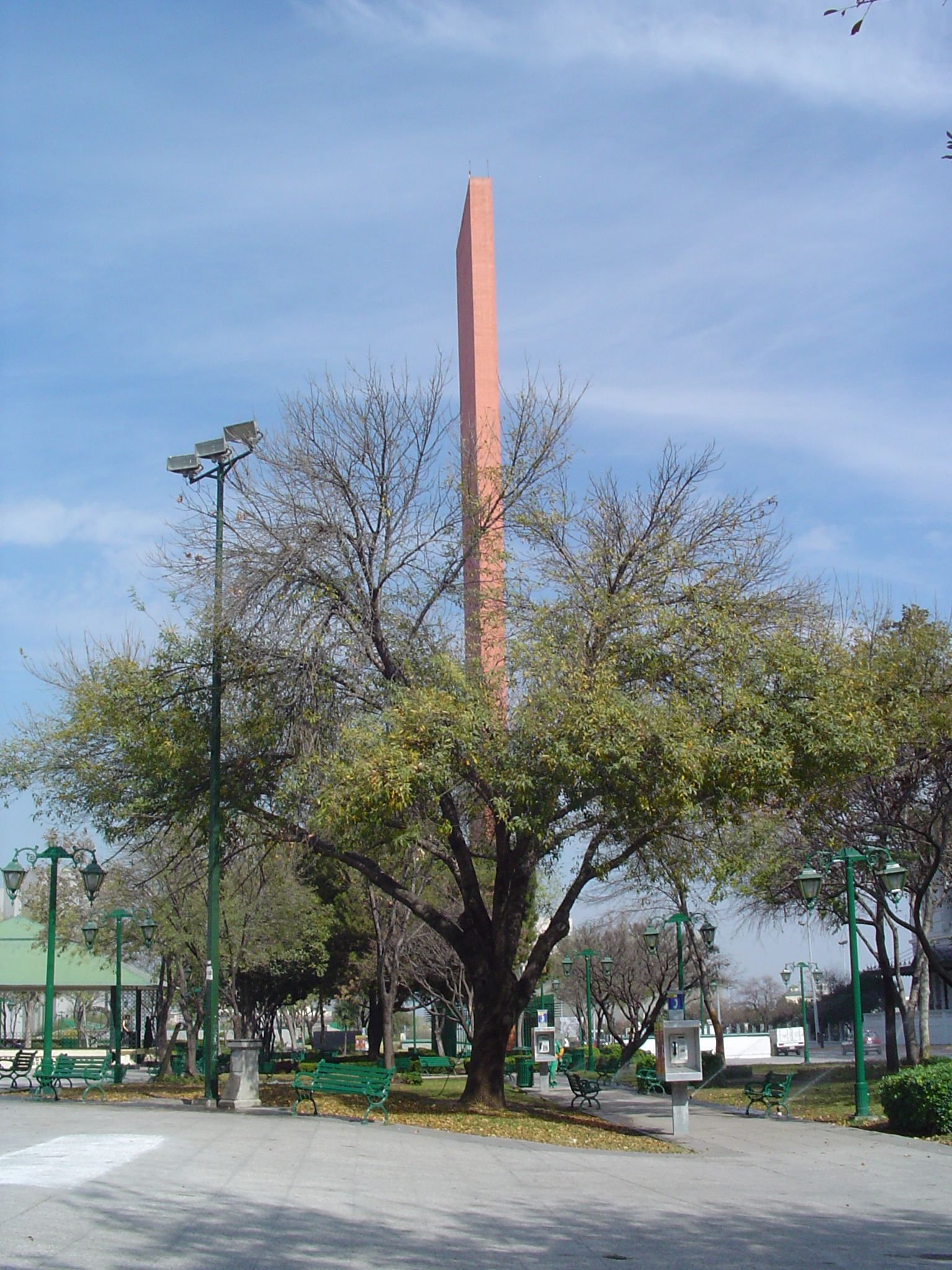
Faro del Comercio.

- Palacio de Gobierno, una construcción de estilo neoclásico en donde se localiza la oficina del gobernador.
- Museo de Historia Mexicana
- Museo del Noreste (MUNE)
- Catedral Metropolitana de Monterrey
- Paseo del Río Santa Lucía
- Explanada de los Héroes, una explanada de 19,400 m² localizada frente al Palacio de Gobierno.
- Jardín Hundido, un jardín casi hundido en su totalidad localizado en el corazón de la Macroplaza. Tiene varios monumentos y una fuente.
- Condominio Acero, obra del arquitecto Mario Pani Darqui
- Teatro de la Ciudad
- Biblioteca Fray Servando Teresa de Mier
- Museo de Arte Contemporáneo (MARCO)
- Fuente de Neptuno
- Capilla de los Dulces Nombres
- Museo Metropolitano de Monterrey
- Kiosco Lucila Sabella, frente al Museo Metropolitano de Monterrey
- Plaza Zaragoza
- Faro del Comercio, obra del arquitecto Luis Barragán Morfín
- Homenaje al Sol, un monumento de Rufino Tamayo localizado en el extremo sur de la Macroplaza.
- Antiguo Palacio Federal